# Gottfried von Kéler
Gottfried von Kéler (Pozsony, 1745 – Bécs, 1807. október 9.) udvari kancelláriai iktató és történetbúvár.

## Életútja
Sigismund Kéler (Bartfeld, 1712. december 4. – 1759. március 3.) evangélikus lelkész és Anna Maria Sontag fia, nemes származású. Miután iskoláit bevégezte szülővárosában, később Bécsben a tudománynak élt; különösen mint történet- és jogtudós volt híres. A bécsi erdélyi udvari kancelláriánál regisztrátori hivatalt viselt. Horányi, Memoria Hungarorum (Viennae, 1776. ) II. kötetének előszava hálásan emlékezik meg róla, hogy mily sokat köszönhet az ő gondos közreműködésének. Munkatársa volt a Windisch Ungar. Magazinjának. 1825-ben a nádor 5000 forinton megvette és a múzeumnak átadta Kéler 1492, jobbára diszkiadású kötetből álló könyvtárát.
Arcképe: rézmetszet Czetter Sámueltől (Engel, Joh. Christian, Geschichte des Unrischen Reichs un seiner Nebeländer. Wien, 1801. c. munka III. részében.)

## Munkája
- Der gerettete ungarische Adel ... (Grossingnak a magyar nemesség ellen írt munkája cáfolatául írta).

## Kéziratai
Jóllehet igen sokat írt és gyűjtött, több önálló munkát nem bocsátott nyilvánosság elé, annál gazdagabb kéziratgyűjteménye, mely a Magyar Nemzeti Múzeum kézirattárába került; ebben vannak:
- Hungaria Sacra evangelica Sec. XVIII., ívrét 757 lap;
- Adversaria ad Biographias eruditorum Hungariae, ívrét két kötet;
- Analecta historica, I., II. és IV. kötet ívrétben;
- Collctio actorum publicorum et diplomatum, ívrét 5 kötet;
- Collecta monumenta ad historiam Hungariae tam politicam, quam ecclesiasticam illustrandam facientia, 4rét négy kötet;
- Commentatio de ortu et progressu et fatis religionis Evang. in civilate Soproniensi, ívrét 80 lap;
- Corporis historici inclyti regni Hungariae magni, ívrét három kötet (I., II. és VI.);
- Historiae Hungariae literariae, ívrét 369 lap (a III. rész 2. fele);
- Index chronologicus monumentorum historiam Hungariae illustrantium. Ecclesiasticam, ívrét 392 lap;
- Notata de ordinibus religiosis Hungariae, ívrét 203 lap;
- Regestum diplomatum aliorumque Monumentorum ..., ívrét 476 lap.

Balus még a következő kéziratait említi, melyek valószinűleg a pozsonyi ág. ev. könyvtárban vannak:
- Codex juris ecclesiastici evangelicorum utriusque confessionis in Hungaria degentium, Hierarchia Hungariae evangelicae;
- Historiae ecclesiae evangelicae Posoniensis;
- Otia Viennensis, memoriae eruditorum virorum qui ante cladem Mohacsiensem in Hungaria clarierunt. dicata;
- Der ungarische Geschichtsforscher. két kötet.